# フアン・ガライサバル

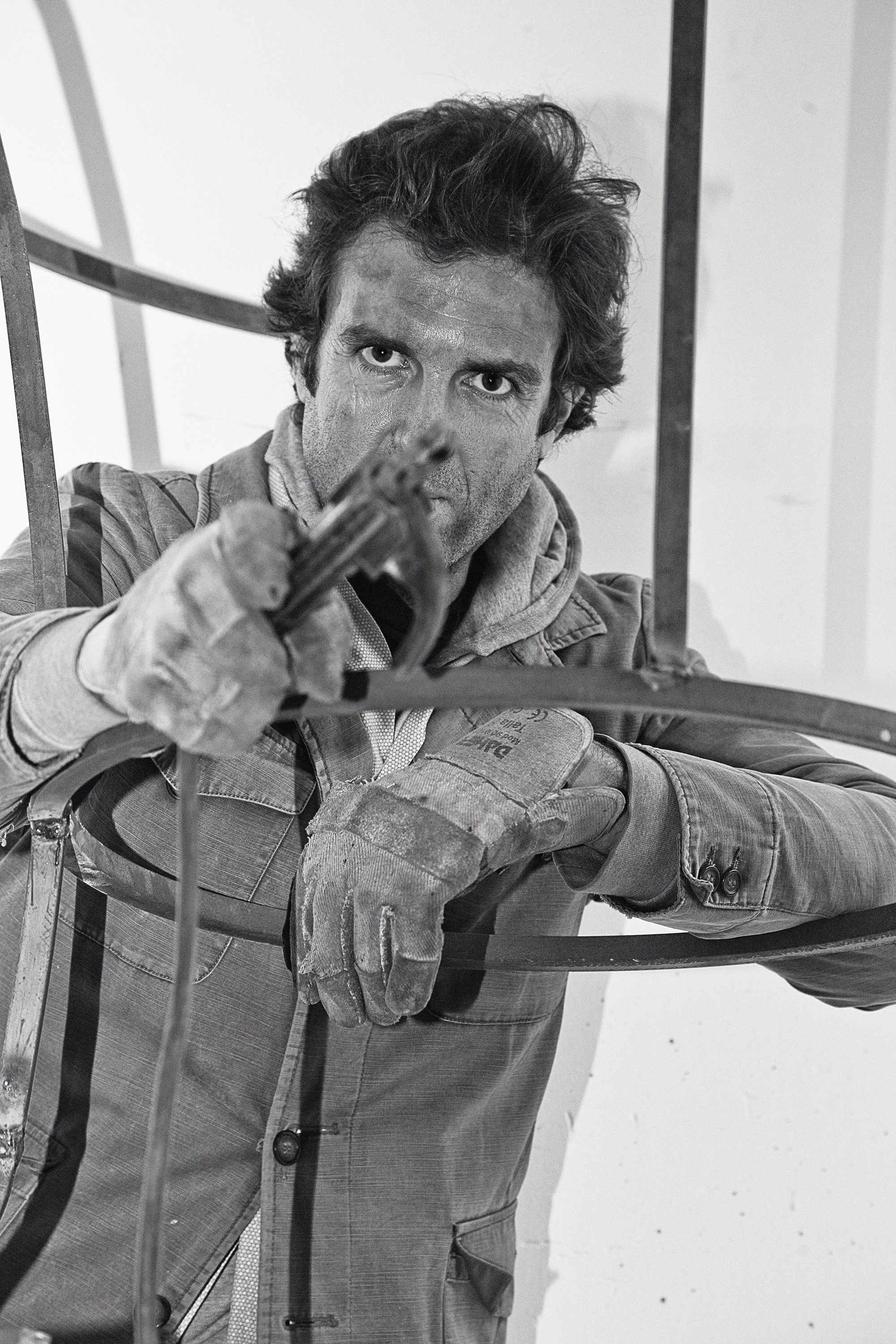
Juan Garaizabal, Berlin (2018)

フアン・ガライスバル(1971年3月20日 - ）は、スペインの概念芸術家・彫刻家である。マドリード出身。
多角的なアーティストであり、描画・ビデオアート・光と音によるインスタレーションで実験したこともある。彼は国際的に公共的な彫刻やモニュメントで知られている。個人的なプロジェクト、アーバン・メモリーズ（Memorias Urbanas）は、歴史的に重要な破壊された建築物を都市の中空に彫刻や光構造などで回復する。

## 軌跡
マドリードのIB 67で描画を学び、フランス・ランスのCESEMにて高等教育を行い、創造的生涯の始まりはスペースとロフトの転換を組み合わせ、異なる材料で経験を積む。現在の段階では、ベルリンやマドリードの公共の場でのコンセプチュアル・アートに専念する。作品のほとんどに鉄鋼、照明、大工、石工やプラスチック細工の技術を使用し、構築する。

## 公共施設
主な公共彫刻：

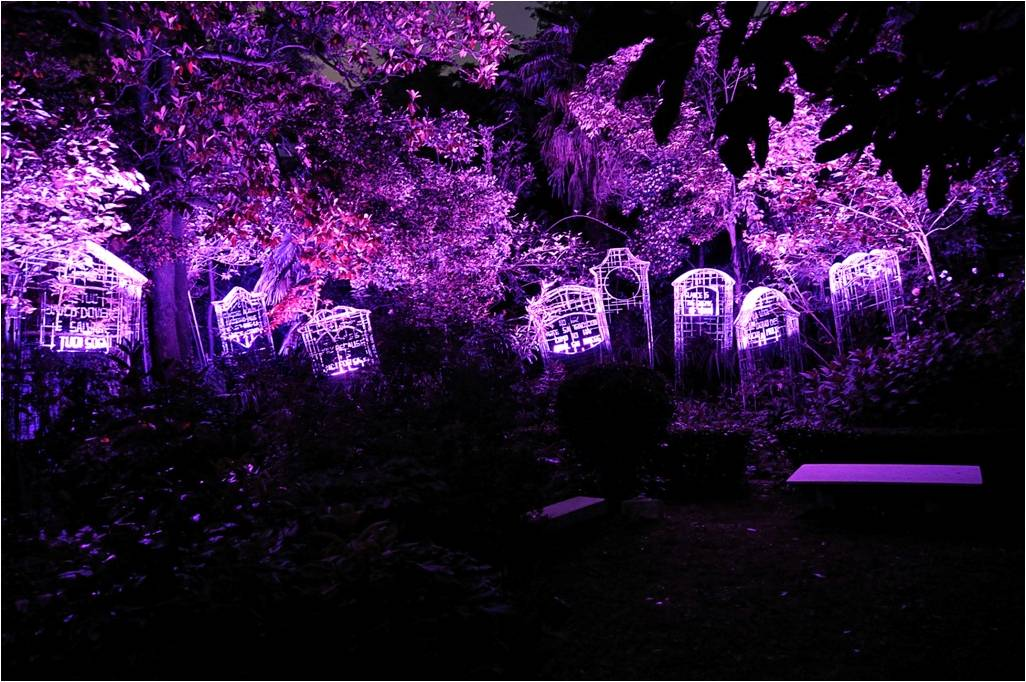
Juan Garaizabal Memoria del Giardino

- 2006：スペインバレンシアの「花の森（Bosque de Flores）」。
- 2007：ルーマニアノアプテアアルバの「アーバン・メモリ・ブカレスト、ウラヌス・エリア（Memoria Urbana Bucarest, Uranus Area）」。
- 2011：米国コネチカットの「アーカイブ階段（Archives Stairway）」。
- 2012：ドイツベルリンの「都市メモリ（Memoria Urbana Berlín）」。[2]
- 2013：イタリアの「ヴェネチアの花園メモリ（Memoria del Giardino Venecia）」。バーバラ・ローズによる依頼。

- 2016 : アメリカ合衆国 (Memoria Urbana Miami; Balcón de La Habana)
- 2018 : ヘイ・フェスティバル (Memoria Urbana Segovia)
- 2020 : トレド、スペイン (Piedra Sobre Piedra
- 2020 : 上海、中国 (Ever Time Gate)
- 2021 : パリ、フランス (Four Monumental Sculptures)
- 2021 : モナコ (Fondation Prince Albert)
- 2021: サン＝ポール＝ド＝ヴァンス、フランス (Biennale de Sculpture)
- 2023 : 上海、中国 (Ever Time Balcony)
- 2024 : バレンシア、スペイン (La Memoria del Vidrio)
- 2024 : マナーマ、バーレーン (Land of Dilmun and Door of Dilmun)
- 2025 : ビアリッツ、フランス (Memoria Urbana: Les Bains Napoléon)

## 私生活
1998年から2007年の間、マドリードからケープタウンの間のアフリカ大陸の様々な場所を渡る。現在、ベルリンとマドリッドを職業や生活の拠点とし、一時的なワークショップや他のプロジェクトを組み合わせる。2人の娘がいる。